# Earthbound Beginnings
Earthbound Beginnings, i Japan känt som Mother (マザー Mazā?, "Moder"), är ett japanskt datorrollspel som släpptes 1989 till Famicom. Spelet är skapat av Shigesato Itoi.

## Utgivning
Spelet skulle släppas i Nordamerika under namnet Earth Bound, men Nintendo of America ansåg att NES hade för kort tid kvar av sin livstid och att det inte var lönt att släppa spelet, trots att det redan hade blivit officiellt översatt. 2003 släpptes spelet igen tillsammans med Earthbound till Game Boy Advance i Japan. Inte heller denna gång blev spelet officiellt översatt eftersom det inte sålde bra, då porteringen till Game Boy Advance ledde till att musiken och ljudeffekterna blev sämre på grund av begränsningarna i konsolen.
Den 14 juni 2015, i samband med datorspelsmässan E3 2015, tillkännagav Nintendo att spelet skulle ges ut i Nordamerika och Europa till Wii U via Virtual Console, och vara tillgängligt redan samma dag.

## Handling
I början av 1900-talet försvann det ett ungt par vid namn George och Maria. Cirka två år senare kommer George tillbaka, utan att berätta för någon var han varit eller vad som har hänt. Efter detta påbörjade han ett hemligt projekt. Maria däremot återvände aldrig. När spelet börjar är det 1989 och man tar kontroll av pojken Ninten i hans hus. Hans systrar blir precis attackerad av sina dockor, vilka Ninten besegrar. De får reda på att dockorna var kontrollerade på något sätt. När den sista dockan är besegrad hör Ninten en liten melodisnutt, vilket är början till hur Ninten kommer träffa nya vänner och till slut rädda världen från en stark utomjording.